# Les Pendules (téléfilm)
Pour le roman, voir Les Pendules.
Les Pendules (The Clocks) est un téléfilm britannique de la série télévisée Hercule Poirot, réalisé par Charlie Palmer, sur un scénario de Stewart Harcourt, d'après le roman Les Pendules d'Agatha Christie.
Ce téléfilm, qui constitue le 62e épisode de la série, a été diffusé pour la première fois aux États-Unis le 26 juin 2011 sur le réseau de PBS et en France le 24 septembre 2011 sur TMC.

## Synopsis
La jeune dactylographe Sheila Webb découvre le cadavre d'un homme dans le salon d'une aveugle qui l'aurait engagée. En se ruant dehors elle tombe sur le lieutenant Race qui enquête sur une affaire d'espionnage. Celui-ci va appeler l'ami de son père, Poirot, pour l'aider à comprendre pourquoi toutes les pendules sont arrêtées sur 4h13.

## Production

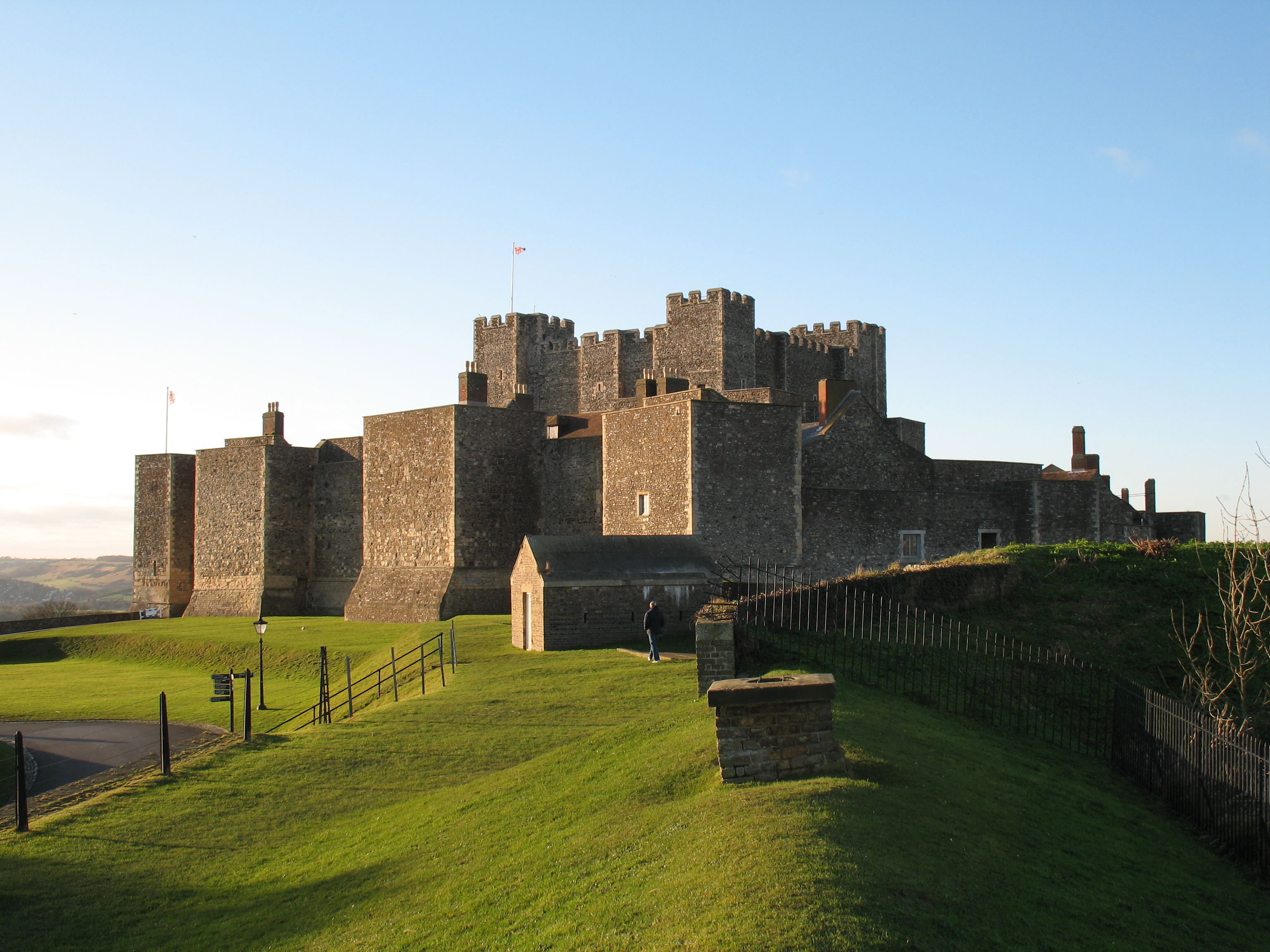
Château de Douvres

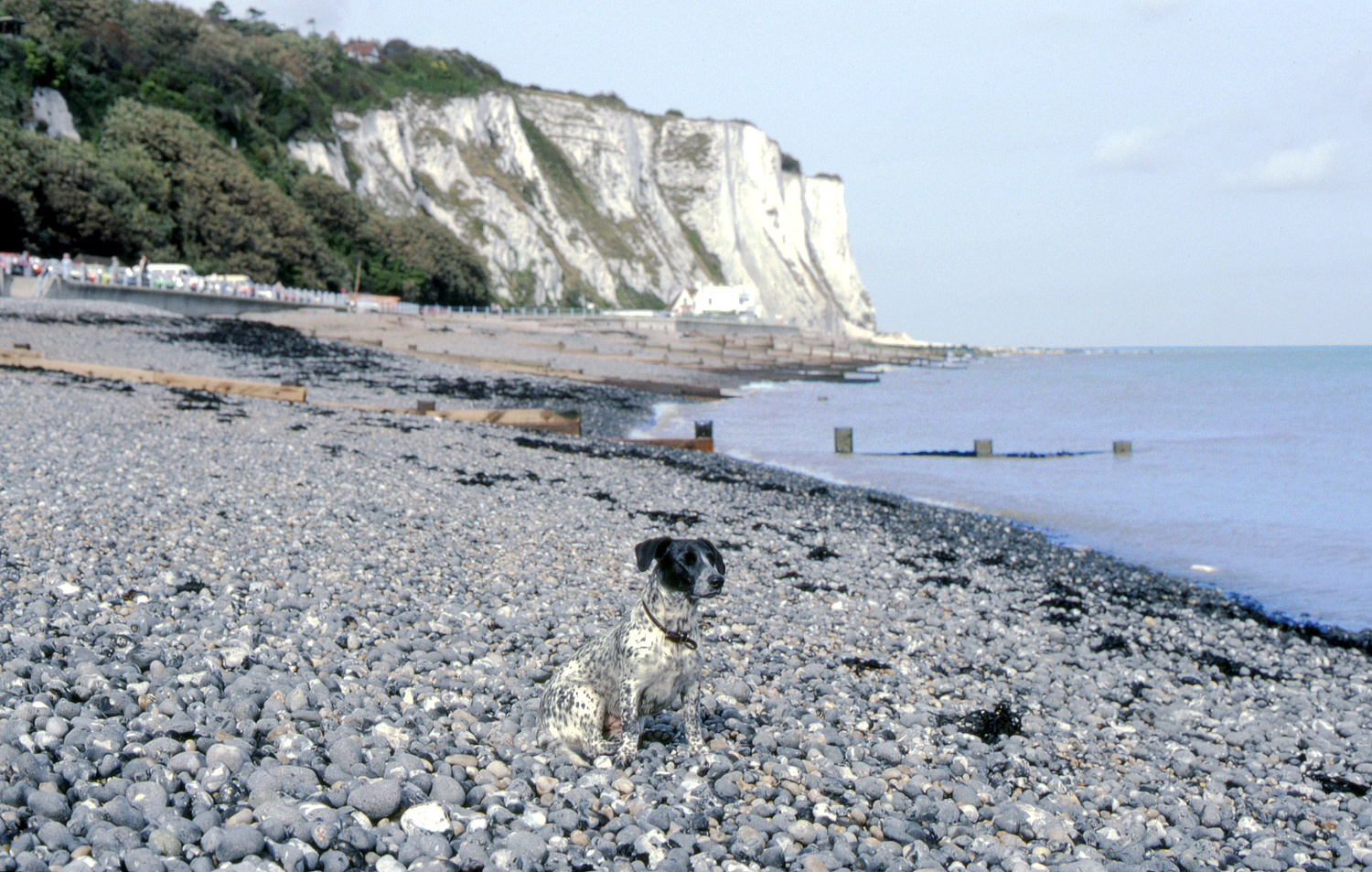
Baie de St Margaret

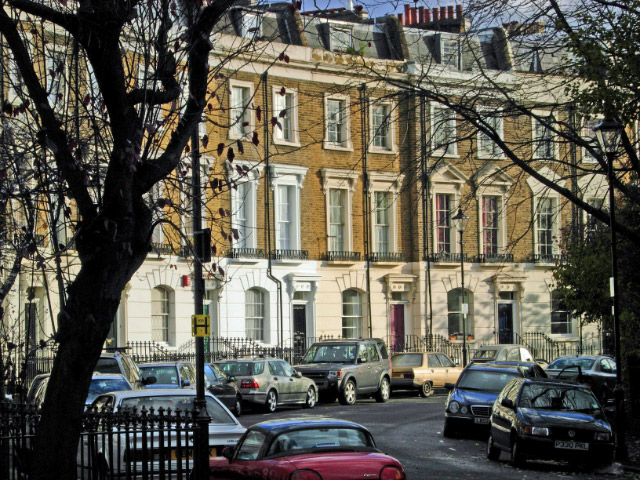
Thornhill Crescent

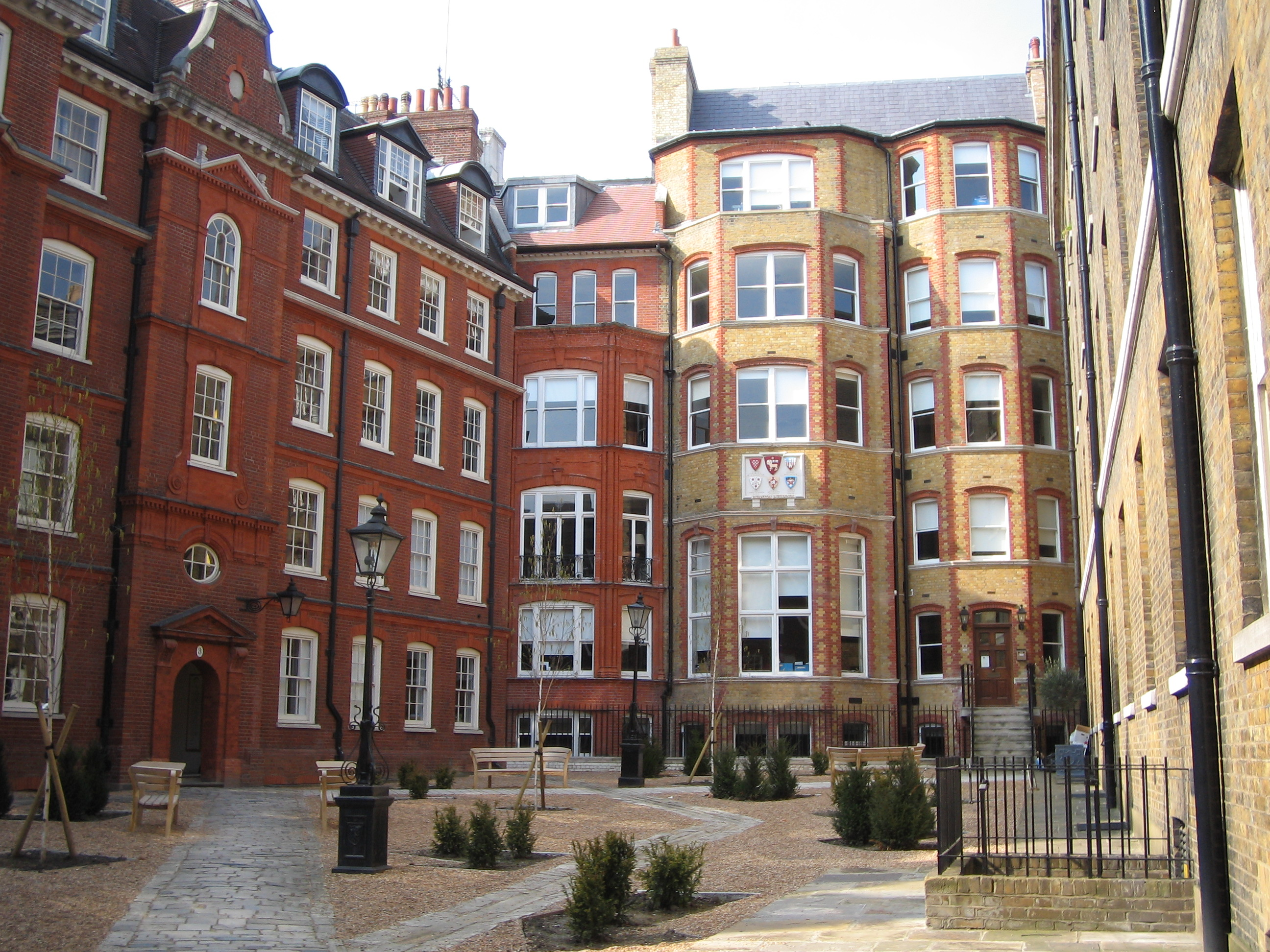
Inner Temple

### Fiche technique
- Titre français : Les Pendules
- Titre original : The Clocks
- Réalisation : Charlie Palmer
- Scénario : Stewart Harcourt, d'après le roman Les Pendules (1963) d'Agatha Christie
- Décors : Jeff Tessler
- Costumes : Sheena Napier
- Photographie : Peter Greenhalgh
- Montage : Matthew Tabern
- Musique originale : Christian Henson
- Casting : Susie Parriss
- Production : Karen Thrussell
  - Production déléguée : Julie Burnell, Rebecca Eaton, Mathew Prichard, Mary Durkan,Michele Buck et Damien Timmer
  - Production associé : David Suchet
- Sociétés de production : ITV Studios, WGBH Boston et Agatha Christie Ltd.
- Durée : 100 minutes
- Pays d'origine :  Royaume-Uni,  États-Unis
- Langue originale : Anglais
- Genre : Policier
- Ordre dans la série : 62e - (1er épisode de la saison 12)
- Premières diffusions :
  -  États-Unis : 26 juin 2011 sur le réseau de PBS
  -  France : 24 septembre 2011 sur TMC
  -  Royaume-Uni : 26 décembre 2011 sur ITV1

### Lieux de tournage
De nombreux lieux en Angleterre ont été utilisés pour le tournage :
- Dans le comté de Kent[2] :
  - Château de Douvres, à Douvres
  - Baie de St Margaret, à St Margaret-at-Cliffe
- A Londres :
  - Bar du Richmond Theatre, dans le borough de Richmond upon Thames (pour la scène du bar)
  - The Sun Inn Bar, dans le borough de Richmond upon Thames
  - Thornhill Crescent, dans Barnsbury, borough d'Islington (comme environs de la maison de l'aveugle)
  - St. Andrew's Church, dans Thornhill Square, Barnsbury, borough d'Islington
  - Woburn Walk, dans Bloomsbury, borough de Camden (comme société des secrétaires)
  - Inner Temple, dans la cité de Londres
  - Fountain Court Chambers (en), dans la cité de Londres
  - The Churchill Hotel
- Surrey County Council (en), dans le comté du Surrey (pour les scènes au tribunal)

## Distribution
- David Suchet (VF : Roger Carel) : Hercule Poirot
- Olivia Grant (VF : Lucille Boudonnat) : Annabel Larkin
- Anna Skellern : Fiona Hanbury
- Tom Burke (VF : Nicolas Djermag) : lieutenant Colin Race
- Andrew Havill : Sven Hjerson
- Victoria Wicks : Mrs Swinburne
- Jaime Winstone : Sheila Webb
- Sinead Keenan : Nora Brent
- Lesley Sharp : Miss Martindale
- Anna Massey : Miss Pebmarsh
- Phil Daniels : inspecteur Hardcastle
- Ben Righton : agent de police Jenkins
- Beatie Edney : Mrs Hemmings
- Abigail Thaw : Rachel Waterhouse
- Guy Henry : Matthew Waterhouse
- Geoffrey Palmer : vice-amiral Hamling
- Phoebe Strickland : May
- Isabella Parriss : Jenny
- Tessa Peake-Jones : Val Bland
- Jason Watkins : Joe Bland
- Stephen Boxer : Christopher Mabbutt
- Andrew Forbes : professeur Purdy
- Frances Barber : Merlina Rival

Source doublage: RS Doublage

## Accueil
En France, le téléfilm est suivi par 1,3 million de téléspectateurs, soit 6,2 % de part d'audience, se plaçant 4e des programmes de la soirée.